# EN/IEC 61000-3-2
De Europese/IEC norm 61000-3-2 schrijft voor hoeveel harmonische stroom een apparaat (of systeem) mag veroorzaken, indien dat op het openbare elektriciteitsnet is aangesloten. Harmonischen ten opzichte van de grondfrequentie van 50 Hz van het net worden veroorzaakt doordat tegenwoordig veel apparaten de netspanning gelijkrichten en afvlakken met een grote afvlakcondensator. (bijvoorbeeld voor de voeding van een pc, laptop, tv, hoogvermogen-audioversterker).
Van een sinus afwijkende periodieke golfvormen kunnen in de wiskunde met zogenaamde Fourieranalyse ontleed worden in harmonischen (is veelvouden van) de grondfrequentie. Voor verschuivingssymmetrische signalen (dat wil zeggen dat U(t) = −U(t − T/2) en dat betekent praktisch voor alle apparatuur) ontstaan alleen oneven harmonischen. Voor een 50 Hz net zijn dan de oneven harmonischen 3:150 Hz, 5:250 Hz 7:350 Hz en zo telkens per twee harmonischen 100 Hz meer.
Met behulp van Fourier analyse kan men vooraf de harmonische componenten van de ingangsstroom berekenen (met computer simulatie).
Bij het type testen van de apparatuur worden hoge precisie power analyzers gebruikt met digitale (software) filters voor de harmonische stromen. 
Er worden hoge eisen gesteld aan de wisselspanning, waarmee getest wordt, zie tabel 1. Dit betekent vrijwel altijd dat niet de netspanning gebruikt kan worden, maar een lokaal opgewekte spanning uit een solid stat spanningsbron.
Het elektriciteitsnetwerk krijgt te maken met de gemeten harmonische stromen. Zoals verderop vermeld, is vooral de derde harmonische problematisch voor de nulleider in een driefasenet omdat de R, S, en T derde harmonische in fase zijn.
Lichtdimmers met faseaansnijding veroorzaken ook harmonische stromen. Niettemin worden daar  beneden 1000 watt geen eisen aangesteld (wel aan de stooremissies). De grootste vervorming treedt op bij de kleinste vermogens, en bij grotere vermogens valt het met de harmonische stromen.
Bovendien worden grotere vermogens gloeilampen rap uitgefaseerd (geholpen door de beperkt levensduur van 1000 uur).
De norm is van toepassing voor apparatuur met opgenomen stroom ≤ 16 AAC per fase en een nominale spanning van ten minste 220 VAC. De apparatuur is ingedeeld in vijf categorieën: Een niet gelabelde categorie met uitzonderingen en klasse A tot en met D.
Klasse A bestaat uit relatief hoog vermogen apparatuur, waaronder driefase-apparatuur. Klasse B zijn draagbare gereedschappen zoals boormachines. Klasse C is verlichtingsapparatuur en klasse D alle mogelijke computerapparatuur (geen printers) en tv's. Hieronder volgt een uitgebreide opsomming van de indeling van de apparatuur. Voor elke klasse zijn eigen normen van toepassing, zie tabel 1.
De hier getoonde waardes zijn afkomstig uit IEC61000-3-2:2005+A1:2008 + A2:2009. Inmiddels is tussentijds de vierde editie: IEC 61000-3-2:2014 van kracht geworden. Ook deze norm is verouderd, en de nieuwste van toepassing zijnde norm is IEC61000-3-2:2018.

## Achtergrond

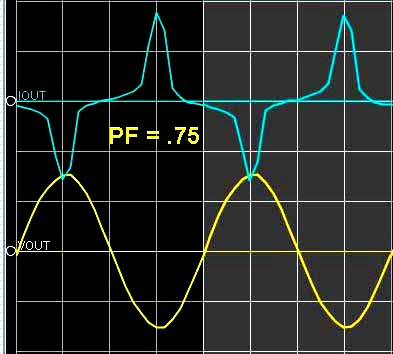
Sinusvormige spanning en vervormde ingangsstroom met hoge piekwaarde resulteren in veel harmonische stromen

Met het op de markt brengen van grote aantallen elektronische apparaten, met als eerste de radio-ontvanger met elektronenbuizen, later gevolgd door televisietoestellen met elektronenbuizen, KTV met buizen en later getransistoriseerd, en door de pc ontstond een bron van netvervuiling ten gevolge van harmonische stromen.
Alle genoemde apparaten hebben en sterk afgevlakte gelijkspanning nodig en dat wordt op de goedkoopste manier bereikt door achter de netgelijkrichter een electrolytische condensator met zeer grote capacteitswaarde te schakelen. Deze condensatoren zijn licht van gewicht, kosten weinig, en hebben niet veel plaats nodig. Het nadeel is wel dat de netspanning sterk vervuild (vervormd) wordt doordat per halve netperiode van 10 ms de gelijkrichter maar 3 ms geleidt, waardoor de arbeidsfactor slechts rond 0,6 à 0,7 ligt. De arbeidsfactor in de figuur is 0,75, maar botte gelijkrichting en afvlakking geeft een arbeidsfactor van rond 0,6. Er lijkt hier al een extra schakeling te zijn toegepast, omdat ook buiten de stroompieken er nog een aanzienlijke stroom loopt, bij botte gelijkrichting en afvlakking is de stroom buiten de pieken helemaal nul. Een groot probleem vormt de derde harmonische in de nulleider van driefasen netten, omdat de derde harmonische van R, S en T in fase zijn (ze vormen een zogenaamde zero sequence). Waar in een gebalanceerd net de nulleider stroomloos is tellen hier de derde harmonischen bij elkaar op en die optelsom kan in een grotere stroom resulteren dan elk van de fasen voert.
Afvlakking is ook mogelijk met een spoel. Hiermee kan men passief de arbeidsfactor verbeteren. Echter de benodigde 50 Hz spoelen zijn groot, zwaar en duur. Passieve arbeidsfactor compensatie wordt dan ook weinig toegepaste. In zwaar belast netten (bijvoorbeeld een kantoor met PCs zonder arbeidsfactorcorrectie en dito CRTs) leek de netspanning ten gevolge van harmonische stromen in het verleden meer op een trapezium (sinus met afgeplatte toppen en dalen) dan op een sinus. Met de technische middelen die tegenwoordig beschikbaar zijn kan tegen relatief lage kosten een zogenaamde actieve arbeidsfactorcorrectieschakeling worden toegepast. Weliswaar heeft zo'n actieve PFC ook een spoel, maar dat is een klein hoogfrequent ferrietkernspoeltje, dat goedkoop is en weinig weegt.
De EN/IEC standaard heeft tot doel de netbelasting en met name de nulleiderbelasting ten gevolge van harmonische stromen sterk te verminderen. Daarbij wordt ook gekeken naar hoe vaak apparatuur in de praktijk voorkomt. Aan relatief schaarse toepassingen, zoals en DHZ elektrisch lasapparaat worden niet heel zware eisen gesteld, wel aan verlichtingsapparatuur, pc's, laptopladers en tv's. Lichtdimmers voor gloeilampen met vermogen < 1000 watt hoeven niet getest te worden. Gloeilampen met hoog vermogen worden in rap tempo uitgefaseerd. En met de harmonischen bij bijna vol vermogen valt het heel erg mee. Er zijn wel limieten in de maak voor lichtdimmers voor andere lichtbronnen, bijvoorbeeld led's.
Klassificatie volgens Internationale standaard EN/IEC 61000 – 3-2:2006 +A1+A2

## Uitgezonderd zijn
- Apparatuur, anders dan verlichtingsapparatuur, met P ≤ 75 watt
- Professionele apparatuur met P > 1000 watt
- Symmetrisch geregelde verwarmingsapparatuur met P ≤ 200 watt
- Onafhankelijke dimmers voor P ≤ 1000 watt

## Klasse A
- Driefasen apparatuur
- Huishoudelijke apparatuur, met uitzondering van hetgeen onder klasse D valt, bv elektrische kookplat
- Stationaire, vast opgestelde gereedschapsmachines, bv. houtdraaibank
- Audio apparatuur, bv. versterkers, actieve subwoofers
- Alle apparatuur, die niet in klasse B, C of D is onder te brengen.

## Klasse B
- Mobiele gereedschappen, zoals boormachines
- Niet professionele lasapparatuur

## Klasse C
- Verlichtingsapparatuur met P > 25 watt

## Klasse D
- pc, (voeding van de) laptop, tv, beamer

| Harmonische nummer | Maximum stroom klasse A (A) | Maximum stroom klasse B (A) | Maximum stroom klasse C (% van ingangsstroom) | Maximum stroom klasse D (mA/watt) (*1) | Maximum stroom klasse D (A) (*1) |
| ------------------ | --------------------------- | --------------------------- | --------------------------------------------- | -------------------------------------- | -------------------------------- |
| 2                  | 1,08                        | 2                           |                                               |                                        |                                  |
| 3                  | 2,30                        | 3,45                        | 30×λ (*2)                                     | 3,40                                   | 2,30                             |
| 4                  | 0,43                        | 0,64                        |                                               |                                        |                                  |
| 5                  | 1,14                        | 1,71                        | 10                                            | 1,90                                   | 1,14                             |
| 6                  | 0,30                        | 0,45                        |                                               |                                        |                                  |
| 7                  | 0,77                        | 1,15                        | 7                                             | 1                                      | 0,77                             |
| 8                  | 0,23                        | 0,34                        |                                               |                                        |                                  |
| 9                  | 0,40                        | 0,60                        | 5                                             | 0,5                                    | 0,4                              |
| 10                 | 0,18                        | 0,27                        |                                               |                                        |                                  |
| 11                 | 0,33                        | 0,49                        | 3                                             | 0,35                                   | 0,33                             |
| 12                 | 0,15                        | 0,22                        |                                               |                                        |                                  |
| 13                 | 0,21                        | 0,31                        | 3                                             | 0,29                                   | 0.21                             |
| 14                 | 0,13                        | 0,19                        |                                               |                                        |                                  |
| 15                 | 0,15                        | 0,22                        | 3                                             | 0,25                                   | 0,15                             |
| 16                 | 0,11                        | 0,16                        |                                               |                                        |                                  |
| 17                 | 0,13                        | 0,19                        | 3                                             | 0,22                                   | 0,13                             |
| 18                 | 0,10                        | 0,15                        |                                               |                                        |                                  |
| 19                 | 0,11                        | 0,16                        | 3                                             | 0,20                                   | 0,11                             |
| 20                 | 0,09                        | 0,13                        |                                               |                                        |                                  |
| 21                 | 0,10                        | 0,15                        | 3                                             | 0,18                                   | 0,10                             |
| 22                 | 0,08                        | 0,12                        |                                               |                                        |                                  |
| 23                 | 0,09                        | 0,13                        | 3                                             | 0,16                                   | 0,09                             |
| 24                 | 0,07                        | 0,10                        |                                               |                                        |                                  |
| 25                 | 0,09                        | 0,13                        | 3                                             | 0,15                                   | 0,09                             |
| 26                 | 0,07                        | 0,10                        |                                               |                                        |                                  |
| 27                 | 0,08                        | 0,12                        | 3                                             | 0,14                                   | 0,08                             |
| 28                 | 0,06                        | 0,09                        |                                               |                                        |                                  |
| 29                 | 0,07                        | 0,10                        | 3                                             | 0,13                                   | 0,07                             |
| 30                 | 0,06                        | 0,09                        |                                               |                                        |                                  |
| 31                 | 0,07                        | 0,10                        | 3                                             | 0,12                                   | 0,07                             |
| 32                 | 0,05                        | 0,07                        |                                               |                                        |                                  |
| 33                 | 0,06                        | 0,09                        | 3                                             | 0,11                                   | 0,06                             |
| 34                 | 0,05                        | 0,07                        |                                               |                                        |                                  |
| 35                 | 0,06                        | 0,09                        | 3                                             | 0,11                                   | 0,06                             |
| 36                 | 0,05                        | 0,07                        |                                               |                                        |                                  |
| 37                 | 0,06                        | 0,09                        | 3                                             | 0,10                                   | 0,06                             |
| 38                 | 0,04                        | 0,06                        |                                               |                                        |                                  |
| 39                 | 0,05                        | 0,07                        | 3                                             | 0,09                                   | 0,05                             |
| 40                 | 0,04                        | 0,06                        |                                               |                                        |                                  |

Harmonische stroom limieten voor klasse A, B, C en D
- 1: De kleinste van deze twee waarden geldt.
- 2: λ is de arbeidsfactor van het apparaat onder test.

## Nieuwe versie van de norm: EN61000-3-2:2018
EN61000-3-2:2005+A1+A2 wordt opgevolgd door IEC 61000-3-2:2018. De tussenliggende vierde editie: IEC 61000-3-2:2014 is per 2018 ingetrokken. De oude norm IEC 61000-3-2:2005 was reeds geruime tijd geleden ingetrokken., zodat de ontwerpnorm IEC 61000-3-2:2018 nu al geldig is. Het toepassingsgebied: nominale spanning niet kleiner dan 220 VAC en nominale stroom per fase ≤ 16 A blijft ongewijzigd, met uitzondering van de toevoeging nomin(a)al(e).
De nieuwe vijfde editie van de norm heeft de volgende technische veranderingen ten opzichte van de vierde editie IEC 61000-3-2:2014:
- een update van de maximum harmonische stromen voor verlichtingsapparatuur met nominaal vermogen ≤ 25 W ten gevolge van nieuwe lichttechnologie
- een nieuwe vermogensgrens voor verlichtingsapparatuur van 5 watt nominaal, beneden deze grens zijn geen harmonische stroomlimieten van toepassing
- wijziging van de limieten voor harmonische stromen voor dimmers, als deze verbonden zijn met een andere lichtgevende belasting dan een gloeilamp
- toevoeging van testcondities voor de digitale belastingszijde van transmissieregelapparaten
- referentielampen en referentie voorschakelapparaten worden niet meer gebruikt
- vereenvoudiging en verduidelijking van terminologie gebruikt voor verlichtingsapparatuur
- Professionele verlichtingsarmaturen voor professionele toepassingen voor podia en studio's komen in klasse A
- verduidelijking betreffende classificatie van noodverlichtingsarmaturen
- verduidelijking voor verlichtingsapparaten inclusief een regelapparaat met actief ingangsvermogen ≤ 2 W
- update van testcondities voor tv-ontvangers
- update van testcondities voor inductiekookplaten, waarbij ook rekening is gehouden met andere types elektrische kookplaten
- om consistentie met IEC 61000-3-12 te verkrijgen wordt de term ingangsstroom vervangen door nominale ingangsstroom en ingangsspanning door nominale ingangsspanning; dus het toepassingsgebied van de norm betreft apparatuur met een nominale ingangsspanning van 220 VAC of meer, en nominale ingangsstroom  ≤ 16 A.